# یامنو (استان اشوی‌داشکسیه)
یامنو (به لهستانی: Jamno) یک منطقهٔ مسکونی در لهستان است که در گمینا راکوو واقع شده‌است. یامنو ۸۶ نفر جمعیت دارد.